# Festival du cinéma américain de Deauville 2023
Le Festival du cinéma américain de Deauville 2023, la 49e édition du festival, se déroule du 1er au 10 septembre 2023.

## Déroulement et faits marquants
Le 6 juin 2023, il est annoncé que Guillaume Canet présidera le jury. Il fut deux fois membre du jury : en 2000, sous la présidence de Neil Jordan, et en 2006, sous la présidence de Nicole Garcia.
Le 27 juin 2023, il est annoncé que Mélanie Thierry présidera le jury de la Révélation.
La sélection de la compétition officielle et la composition des jurys sont annoncées fin juillet 2023.
Le 17 août 2023 lors de la conférence de presse il est révélé que Natalie Portman et Peter Dinklage ne seront pas présent pour recevoir leurs Deauville Talent Award, des suites de la grèves à Hollywood. Les hommages pour autant sont maintenus, mais les comédiens ne seront pas présents. On apprend à la même occasion que les comédiens Jude Law et Joseph Gordon-Levitt auraient dû recevoir un hommage, mais ont annulé également leurs venues.
Le 9 septembre 2023, le palmarès est dévoilé : le Grand prix est décerné à LaRoy de Shane Atkinson, le Prix du jury à deux films : Fremont de Babak Jalali et The Sweet East de Sean Price Williams.

## Jurys

### Jury de la compétition officielle
- Guillaume Canet (président du jury) : acteur, réalisateur et scénariste  France
- Alexandre Aja : réalisateur, scénariste et producteur  France
- Stéphane Bak : acteur  France  République démocratique du Congo
- Anne Berest : romancière  France
- Laure de Clermont-Tonnerre : actrice et réalisatrice  France
- Marina Hands : actrice  France
- Rebecca Marder : actrice  France
- Léa Mysius : réalisatrice et scénariste  France
- Maxim Nucci : musicien  France

### Jury de la Révélation
- Mélanie Thierry (présidente du jury) : actrice  France
- Julia Faure : actrice  France
- Félix Lefebvre : acteur  France
- Pablo Pauly : acteur  France
- Ramata-Toulaye Sy : réalisatrice et scénariste  France  Sénégal

## Sélection officielle

### Compétition
- Aristote et Dante découvrent les secrets de l'Univers d'Aitch Alberto
- Blood for Dust de Rod Blackhurst
- Cold Copy de Roxine Helberg
- Fremont de Babak Jalali
- The Graduates de Hannah Peterson
- I.S.S. de Gabriela Cowperthwaite
- LaRoy de Shane Atkinson
- Manodrome de John Trengove
- Past Lives de Celine Song
- Runner de Marian Mathias
- Summer Solstice de Noah Schamus
- The Sweet East de Sean Price Williams
- La Vie selon Ann de Joanna Arnow
- Wayward de Jacquelyn Frohlich

### L'Heure de la Croisette
- L'Enlèvement de Marco Bellocchio
- Le Règne animal de Thomas Cailley
- Les Feuilles mortes de Aki Kaurismäki

### Fenêtre sur le cinéma français
- Icon of French Cinema de Judith Godrèche
- Captives d'Arnaud des Pallières
- Les Derniers Hommes de David Oelhoffen

### Les Premières
- DogMan de Luc Besson
- Fancy Dance de Erica Tremblay
- Fitting In de Molly McGlynn
- Golda de Guy Nattiv
- Joika de James Napier Robertson
- The Zone of Interest de Jonathan Glazer
- Firebrand de Karim Aïnouz
- Les Inséparables de Jérémie Degruson
- May December de Todd Haynes
- She Came to Me de Rebecca Miller
- The Pod Generation de Sophie Barthes

### Les Docs de l'Oncle Sam
- 100 ans de Warner Bros. de Leslie Iwerks
- Invincible été de Stéphanie Pillonca
- Jerry Schatzberg, portrait paysage de Pierre Filmon
- Natalia de Elizabeth Mirzaei
- Rock Hudson : All That Heaven Allowed de Stephen Kijak
- Nuclear Now de Oliver Stone

## Hommages
- Jerry Schatzberg
- Natalie Portman
- Jude Law
- Joseph Gordon-Levitt
- Peter Dinklage

## Palmarès
- Grand Prix : LaRoy de Shane Atkinson
- Prix du jury : Fremont de Babak Jalali et The Sweet East de Sean Price Williams
- Prix de la révélation : The Sweet East de Sean Price Williams
- Prix de la critique : LaRoy de Shane Atkinson
- Prix du public : LaRoy de Shane Atkinson
- Deauville Talent Award : Natalie Portman, Peter Dinklage
- Prix Nouvel Hollywood : Emilia Clarke
- Prix d'Ornano-Valenti : Rien à perdre de Delphine Deloget